# Óscar Omar Míguez
Óscar Omar Míguez, vollständiger Name Óscar Omar Míguez Anton, (* 5. Dezember 1927 in Artigas, Uruguay; † 19. August 2006) war ein uruguayischer Fußballspieler.

## Karriere

### Verein
Auf Vereinsebene spielte der 1,76 Meter große Stürmer zunächst für den in Montevideo beheimateten Klub Sud América und bildete dort mit Alcides Ghiggia den Angriff. Von 1948 bis 1959 war er für den Club Atlético Peñarol aktiv. In seiner Zeit bei Peñarol ist für die Aurinegros der Gewinn der uruguayischen Meisterschaft jeweils in den Jahren 1949, 1951, 1953, 1954, 1958 und 1959 verzeichnet. In den Saisons 1948 (acht Tore) und 1949 (20 Tore) wurde Míguez jeweils Torschützenkönig der Primera División. 1960 spielte er noch für ein halbes Jahr für Sporting Cristal. Beim peruanischen Klub beendete er seine Karriere.

### Nationalmannschaft
Óscar Omar Míguez spielte für die uruguayischen Fußballnationalmannschaft, für die er von seinem Debüt am 30. April 1950 gegen die paraguayische Auswahl bis zu seinem letzten Einsatz am 30. April 1958 in Buenos Aires, als man gegen die Nationalelf Argentiniens antrat, 39 Länderspiele absolvierte. Dabei erzielte er insgesamt 27 Treffer.
Míguez nahm an der Copa Rio Branco 1950, den beiden Weltmeisterschaften 1950 und 1954, der dazwischen ausgetragenen Panamerikanische Fußballmeisterschaft 1952, den Südamerikameisterschaften 1955 und 1956, der Copa del Atlántico 1956 und der Copa Newton 1957 teil.
Mit acht Toren ist der WM-Rekordtorschütze der Celeste. Bei der Fußball-Weltmeisterschaft 1950 in Brasilien erzielte er fünf Tore und erreichte damit den zweiten Platz in der Torschützenliste. Drei Tore erzielte er in der Vorrunde beim 8:0 gegen Bolivien. Seine wichtigsten zwei Tore erzielte er in der Finalrunde gegen Schweden. Seine Mannschaft lag gegen den aktuellen Olympiasieger 13 Minuten vor Schluss mit 1:2 hinten, als Míguez mit zwei Treffern das Spiel zu Gunsten Uruguays noch drehte. Nach dem 2:1-Sieg im letzten Spiel gegen Brasilien wurde Óscar Omar Míguez Fußball-Weltmeister. Vier Jahre später startete er bei der Fußball-Weltmeisterschaft 1954 in der Schweiz, um den Titel zu verteidigen. In der Vorrunde erzielte er erneut drei Tore, musste aber nach dem Viertelfinalsieg über England im Halbfinale gegen Ungarn verletzt pausieren. Das Spiel ging mit 2:4 nach Verlängerung verloren.
Bei den Südamerikameisterschaften 1956 gewann er mit den Uruguayern den Titel. Míguez wurde zum besten Spieler des Turniers gekürt.

### Erfolge
- Weltmeister 1950
- Vierter der Weltmeisterschaft 1954
- Sieg bei der Copa América 1956
- 6× Uruguayischer Meister: 1949, 1951, 1953, 1954, 1958, 1959

## Tod
Míguez starb am 19. August 2006 im Alter von 78 Jahren an Herzversagen. Er wurde auf dem Cementerio Central bestattet.